# Przewrotka wielka
Przewrotka wielka (Disciseda bovista (Klotzsch) Henn.) – gatunek grzybów należący do rodziny pieczarkowatych (Agaricaceae). 

## Systematyka i nazewnictwo
Pozycja w klasyfikacji według Index Fungorum: Agaricaceae, Agaricales, Agaricomycetidae, Agaricomycetes, Agaricomycotina, Basidiomycota, Fungi.
Po raz pierwszy zdiagnozował go w 1843 r. J.F. Klotzsch nadając mu nazwę Geastrum bovista. Obecną, uznaną przez Index Fungorum nazwę nadał mu P.Ch. Henneberg w 1903 r.
Gatunkowa nazwa naukowa pochodzi od kurzawki (Bovista). Nazwę polską nadała Wanda Rudnicka-Jezierska w 1991 r. 

## Morfologia
Owocnik
O średnicy 1,7–3 cm, kształcie kulistym, lub podobnym do żołędzia, tylko czasami ma kształt spłaszczony. Egzoperydium u młodych owocników białawe lub białożółte, u starszych brązowopopielate, podobne do barwy ziemi.Posiada miseczkowatą krustę. Endoperydium sztywne, pergaminowate, matowe, o barwie orzechowej. 
Owocnik zaczyna powstawać pod ziemią, jako grzyb podziemny (hypogeiczny). W trakcie dojrzewania wysuwa się ponad ziemię i staje się grzybem nadziemnym (epigeicznym). Egzoperydium pęka wzdłuż linii równikowej, a endoperydium otwiera się postrzępionym otworem w dolnej części, powstałym po oderwaniu się owocnika od sznura grzybniowego. Ciężka krusta powoduje, że owocnik odwraca się otworem do góry. W dojrzałym owocniku gleba jest rdzawobrązowa.
Cechy mikroskopijne
Gleba zawiera kuliste zarodniki i włośnię. Zarodniki o średnicy 5–7,1 μm, o barwie od jasnożółtej do brązowej, wyraźnie brodawkowate (brodawki o wysokości 1–1,5 μm). Włośnia nierozgałęziona, zbudowana z gładkich i falistych strzępek o grubości 2,7–3,5 μm.

## Występowanie i siedlisko
Przewrotka wielka znana jest w wielu krajach świata. W Polsce do 2003 r. podano tylko 6 jej stanowisk. Znajduje się na Czerwonej liście roślin i grzybów Polski. Ma status E – gatunek wymierający. Znajduje się na listach gatunków zagrożonych także w Niemczech, Holandii i Szwecji.
Saprotrof. Występuje w małych grupkach na suchych i nasłonecznionych murawach kserotermicznych, na siedliskach ruderalnych i trawiastych zbiorowiskach o charakterze stepowym Towarzyszą jej bylica polna, bliźniczka psia trawka, kostrzewa owcza, ostnica włosowata, kubek ołowianoszary i kurzawka drobniutka. Owocniki pojawiają się od sierpnia do października.

## Gatunki podobne
Jest trudna do odróżnienia od przewrotki łysej (Disciseda candida), która ma nieco mniejszy owocnik, nieco inaczej ubarwione endoperydium, zarodniki gładkie lub prawie gładkie. W Szwecji stwierdzono formy przejściowe między tymi gatunkami.